# Đới Đăng Tiến
Đới Đăng Tiến (ur. 5 sierpnia 1991) – wietnamski zapaśnik w stylu klasycznym. Zajął 29 miejsce w mistrzostwach świata w 2013. Jedenasty na igrzyskach azjatyckich w 2018. Dziewiąty w mistrzostwach Azji w 2013 roku. Złoty medalista igrzysk Azji Południowo-Wschodniej w 2013 roku.
Absolwent Hanoi National University of Education.